# Харрисон, Рекс
Сэр Ре́джинальд (Рекс) Кэ́ри Ха́ррисон (англ. Sir Reginald Carey «Rex» Harrison; 5 марта 1908, Хайтон — 2 июня 1990, Нью-Йорк) — английский актёр театра и кино, обладатель премии «Оскар» за главную роль в фильме «Моя прекрасная леди».

## Биография
Рекс Харрисон родился в Хьютоне, (графство Мерсисайд в Северо-Западной Англии, Великобритания), учился в Ливерпуле, где и вышел впервые на сцену. Во время Второй Мировой войны служил в ВВС, окончив войну в звании лётного лейтенанта.
Был женат шесть раз, от первой и второй жён (Колетт Томас и Лилли Палмер) родились сыновья: актёр и певец Ноэль Харрисон (1934—2013) и драматург Кэри Харрисон (род. 1944). Третья супруга актёра, британская актриса Кэй Кендалл, умерла от рака в 1959 году. С 1962 по 1971 был женат на актрисе Рейчел Робертс, которая не смогла пережить их развод и спустя 10 лет покончила с собой.

## Фильмография
| Год  |   | Русское название        | Оригинальное название          | Роль                              |
| ---- | - | ----------------------- | ------------------------------ | --------------------------------- |
| 1930 | ф | Большая игра            | The Great Game                 | Джордж                            |
| 1945 | ф | Весёлое привидение      | Blithe Spirit                  | Чарльз Кондомин                   |
| 1947 | ф | Призрак и миссис Мьюр   | The Ghost and Mrs. Muir        | капитан Дэниел Грегг              |
| 1948 | ф | Побег                   | Escape                         | Мэтт Денант                       |
| 1948 | ф | Только ваш              | Unfaithfully Yours             | сэр Альфред де Картер             |
| 1963 | ф | Клеопатра               | Cleopatra                      | Гай Юлий Цезарь                   |
| 1964 | ф | Моя прекрасная леди     | My Fair Lady                   | профессор Генри Хиггинс           |
| 1965 | ф | Муки и радости          | The Agony and the Ecstasy      | папа Юлий II                      |
| 1967 | ф | Горшок мёда             | The Honey Pot                  | Сесил Фокс                        |
| 1967 | ф | Доктор Дулиттл          | Doctor Dolittle                | доктор Джон Дулиттл               |
| 1969 | ф | Лестница                | Staircase                      | Чарльз Дайер                      |
| 1978 | ф | Шалимар                 | Shalimar                       | сэр Джон Локсли                   |
| 1979 | ф | Ашанти                  | Ashanti                        | Брайан Уокер                      |
| 1982 | ф | Время умирать           | A Time To Die                  | Ван Остен                         |
| 1986 | с | Анастасия: Загадка Анны | Anastasia: The Mystery Of Anna | великий князь Кирилл Владимирович |

## Награды и номинации
| Награда        | Год  | Категория                                           | Название работы             | Результат |
| -------------- | ---- | --------------------------------------------------- | --------------------------- | --------- |
| Оскар          | 1964 | Лучшая мужская роль                                 | Клеопатра                   | Номинация |
| Оскар          | 1965 | Лучшая мужская роль                                 | Моя прекрасная леди         | Победа    |
| Золотой глобус | 1964 | Лучшая мужская роль в драматическом фильме          | Клеопатра                   | Номинация |
| Золотой глобус | 1965 | Лучшая мужская роль в комедийном фильме или мюзикле | Моя прекрасная леди         | Победа    |
| Золотой глобус | 1966 | Премия Генриетты                                    | н/д                         | Победа    |
| Золотой глобус | 1966 | Лучшая мужская роль в драматическом фильме          | Муки и радости              | Номинация |
| Золотой глобус | 1968 | Лучшая мужская роль в комедийном фильме или мюзикле | Доктор Дулиттл              | Номинация |
| BAFTA          | 1966 | Лучшая мужская роль                                 | Моя прекрасная леди         | Номинация |
| Тони           | 1949 | Лучшая мужская роль в пьесе                         | Анна на тысячу дней         | Победа    |
| Тони           | 1957 | Лучшая мужская роль в мюзикле                       | Моя прекрасная леди         | Победа    |
| Тони           | 1984 | Лучшая мужская роль в пьесе                         | Дом, где разбиваются сердца | Номинация |